# Złe sny
Złe sny – drugi studyjny album zespołu Hetman. Wydany w 1992 roku na kasecie magnetofonowej przez firmę Star (numer katalogowy: SL001), następnie na CD przez firmę Kophaus (numer katalogowy: KCD-002). Reedycja albumu na CD wydana przez firmę Accord Song (numer katalogowy Accord Song 560) ukazała się w 2007 roku. Na płycie znajduje się jeden z najpopularniejszych utworów zespołu Easy Rider.

## Lista utworów
1. „Wyznania Hrabiego” - 4:54 (muz. J. Hertmanowski; sł. P. Kiljański)
2. „Błędy młodości” - 4:47 (muz. M. Makowski, sł J. Hertmanowski, P. Kiljański)
3. „Easy Rider” - 4:49 (muz. P. Kiljański, J. Hertmanowski; sł. P. Kiljański)
4. „Pociąg” - 3:17 (muz. M. Makowski; sł. P. Kiljański)
5. „Bądź sobą” - 3:56 (muz. J. Hanausek; sł. P. Kiljański)
6. „Złe sny” - 4:55 (muz. J. Hertmanowski; sł. P. Kiljański)
7. „Królowa Śniegu” (instrumentalny) – 1:26 (muz. J. Hanausek)
8. „Świat uśmiechnie się też do nich” - 5:56 (muz. J. Hertmanowski; sł. P. Kiljański)
9. „Pech gangstera” - 4:31 (muz. J. Hertmanowski; sł. P. Kiljański)
10. „Wczoraj, dziś, jutro - burza” - 4:17 (muz. J. Hertmanowski; sł. M. Makowski, J. Hertmanowski)
11. „Wieczór we dwoje” - 5:16 (muz. J. Hertmanowski; sł. P. Kiljański)
12. „Rodeo” - 4:23 (muz. J. Hertmanowski; sł. P. Kiljański)

## Skład
- Jarosław „Hetman” Hertmanowski – gitara prowadząca, śpiew
- Paweł Kiljański – śpiew
- Marek Makowski – instrumenty klawiszowe
- Jerzy Hanausek – gitara, śpiew
- Olek Żyłowski – gitara basowa
- Marcin Sitarski – perkusja